# Intelsat II F-3
Intelsat II F-3 (auch Canary Bird genannt) war ein kommerzieller geostationärer Kommunikationssatellit des Satellitenbetreibers Intelsat mit Sitz in Luxemburg. Der Satellit ist der dritte aus der zweiten Intelsat-Generation.

## Technische Daten
Der Satellit basiert auf dem HS-303-Satellitenbus des Herstellers Hughes Aircraft. Er besitzt zwei C-Band-Transponder und wurde durch Solarzellen und Batterien mit Strom versorgt. Er besaß eine geplante Lebensdauer von 3 Jahren. Er wurde über dem Atlantik stationiert und konnte in Europa, Afrika und Nordamerika empfangen werden. Aufgrund seiner Verbindung zur Bodenstation in Maspalomas auf den kanarischen Inseln erhielt er den Spitznamen Canary Bird (engl. für Kanarienvogel).

## Missionsverlauf
Intelsat II F-3 wurde am 23. März 1967 auf einer Delta-E-Trägerrakete von der Cape Canaveral Air Force Station in Florida gestartet. Der Start verlief normal und die Rakete brachte den Satelliten in einen geostationären Transferorbit. Von dort aus gelangte er durch ein 16-sekündiges Zündmanöver des Triebwerks in eine geostationäre Umlaufbahn. Den Großteil seiner Einsatzzeit verbracht er auf seiner Position bei 15° West. 1972 musste er nach 35° West verschoben werden, um im folgenden Jahr wieder auf seine Ursprungsposition zurückzukehren. Nach mehr als 3,5 Jahren wurde der Betrieb in den frühen 1970ern beendet.